# Nasturtium nasturtium-aquaticum
Planta anual, perenne que se agrupa en colonias y propia de zonas acuáticas y pantanos.
Es un sinónimo de Nasturtium officinale

## Sinónimos
- (enlace roto disponible en Internet Archive; véase el historial, la primera versión y la última).
- Rorippa nasturtium-aquaticum
- Nasturtium officinale Ait. f.
- Nasturtium officinale var. siifolium (Reichenb.) W. D. J. Koch
- Sisymbrium nasturtium-aquaticum L.